# マリナ・デル・レイ
マリナ・デル・レイ（英: Marina del Rey）は、アメリカ合衆国カリフォルニア州ロサンゼルス郡の南部にある国勢調査指定地域 (CDP) である。ヴェニス、デル・レイ、プラヤ・デル・レイに隣接している。
世界最大のマリーナといわれ、近くにはロサンゼルス国際空港がある。